# Deniz Poyraz
Deniz Poyraz (Esmirna, 1983 - Esmirna, 17 de juny de 2021) va ser una activista política kurda, militant del Partit Democràtic del Poble (HDP), que va morir assassinada pel nacionalista turc Onur Gencer quan aquest va assaltar la seu provincial del partit al barri de Konak, Esmirna, malgrat que es trobava sota vigilància policíaca.

## Trajectòria
Poyraz va néixer el 1983 a la ciutat d'Esmirna com a filla més gran de nou germans d'una família kurda originària de Mardin. Poc després del seu naixement, la família va tornar a Mardin on, segons una entrevista que alguns familiars van donar a l'entitat pels drets humans Bianet, la casa de la família havia estat assaltada diverses vegades. Finalment, la família sencera va tornar a Esmirna quan tenia dotze anys. Més endavant, a la seva ciutat natal, va treballar durant un temps a la indústria tèxtil i també com a secretària. En el moment de l'agressió letal, s'havia ofert com a voluntària a l'HDP per a cobrir un torn de la seva mare que s'havia operat recentment de la mà.

## Assassinat

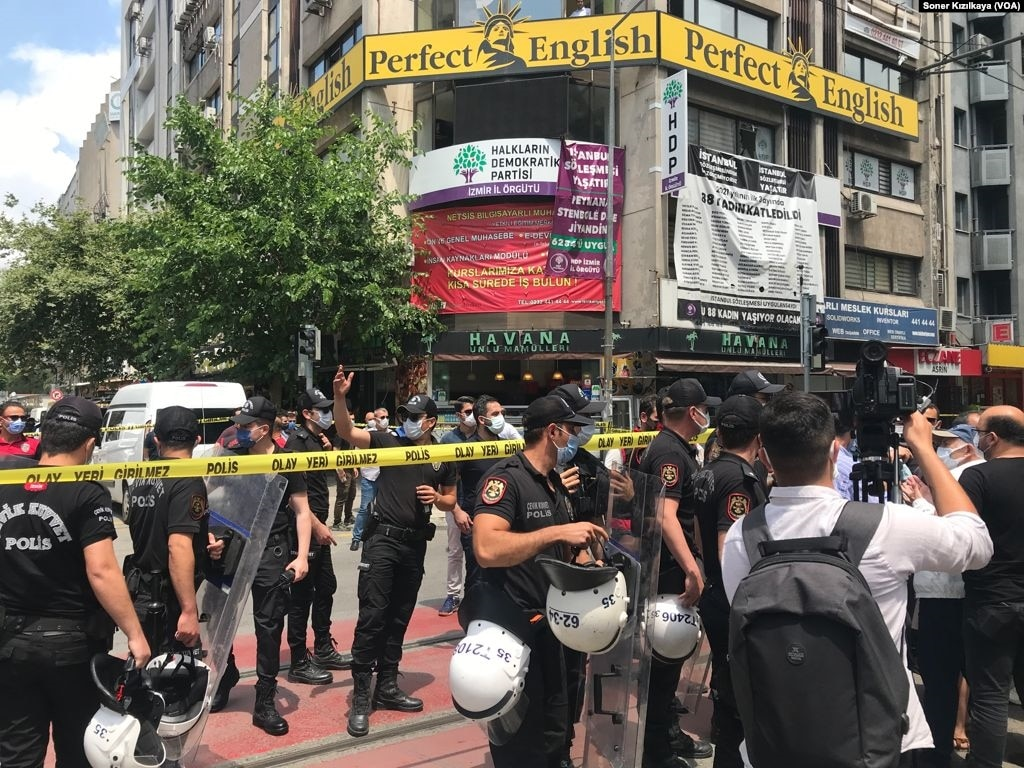
La seu del partit a Esmirna després de l'atac

El Govern turc va acusar sovint a l'HDP de mantenir llaços organitzatius amb el Partit dels Treballadors del Kurdistan (PKK) i el president turc Recep Tayyip Erdoğan acusava de «terroristes» als polítics de l'HDP. L'atac es va cometre durant el procés judicial d'il·legalització contra l'HDP. Durant mesos, l'agressor Onur Gencer va voler matar militants del PKK i el gener de 2021 va descobrir la ubicació de la seu de l'HDP i, abans de l'atac, es va quedar en hotels a prop de l'edifici. El maig de 2021 va adquirir una pistola Ruger que va utilitzar durant l'atac.
L'agressor va entrar a la seu a primera hora del matí i, segons l'administració del governador d'Esmirna, el tret mortal contra Poyraz es va cometre sobre les 11:05 hores, mentre que la diputada de l'HDP per Esmirna, Serpil Kemalbay, constata el fet a les 11:50 hores. L'agressor va entrar a la seu amb la pistola Ruger amb una càrrega de deu bales i també va disparar a una imatge de la diputada presa de l'HDP Sebahat Tuncel. Segons Kemalbay, l'agressió va tenir lloc mentre el policia era a fora de la seu del partit. Abans de l'assassinat de Poyraz, Gencer va intentar incendiar l'edifici.

### Assassí
Segons informacions de les autoritats turques, l'assassí va ser Onur Gencer, un extreballador del sector de la sanitat. L'agressor va publicar diverses imatges de la seu en mitjans de comunicació socials en le quals se'l veia empunyant armes mentre era a Síria, notablement a Manbij i Alep, així com rebent formació militar per part del SADAT, una organització paramilitar islamista amb llaços propers al Partit de la Justícia i el Desenvolupament (AKP). En algunes imatges, també se'l va veure gesticulant el signe dels Llops Grisos, una organització paramilitar ultradretana propera al Partit del Moviment Nacionalista (MHP). Després de la captura de l'agressor, va al·legar que no estava afiliat a cap grup i que, un cop dins l'edifici, va disparar aleatòriament. Va culpar de l'atac al seu odi al Partit dels Treballadors del Kurdistan (PKK) i va justificar que hagués matat més si haguessin estat dins la seu.
El cap mafiós Sedat Peker, que fa al·legacions a través del seu canal de YouTube sobre polítics turcs i diversos compromisos de govern vinculats a activitats il·legals, va afirmar que l'atac havia estat planejat pel Govern turc i Mehmet Ağar, un expolític amb forts llaços amb l'esmentat govern i l'estat profund de Turquia. Peker també va afirmar que «atacs terroristes com aquests o més grans continuaran passant en ordre de crear una atmosfera caòtica dins de Turquia».

### Enterrament
Una munció de partidaris de Poyraz van traslladar el seu taüt des del Directori del Cementiri a Tepecik fins a la casa de la família al barri de Bağkuyu. Des d'allà, la processó es va dirigir a la mesquita de Kadifekale, en la qual es va realitzar la cerimònia del funeral. Més tard, el mateix dia, va ser enterrada al cementiri de Buca. Els copresident de l'HDP, Mithat Sancar i Pervin Buldan, es van adreçar a la munió present al funeral. Poyraz tenia tres germans empresonats dels quals a dos se'ls va permetre assistir al funeral.

## Investigacions
L'endemà de l'atac es va informar que la policia havia esborrat les imatges de diverses càmares de vigilància del barri. El cos de Poyraz va ser dut a la Institut de Medicina Forense per a l'autòpsia i des d'allà al Directori del Cementiri a Tepecik. Segons l'informe de l'autòpsia, Poyraz va ser ferida per diverses bales que provenien d'una mateixa arma de foc. Segons Mezapotamya, l'assassí Onur Gencer va parlar amb dues persones per telèfon mòbil abans de rendir-se.

## Reacció

### Política
En una declaració de l'HDP, el partit va culpar al Govern turc i al Ministeri de l'Interior, ambdós en mans del Partit de la Justícia i el Desenvolupament (AKP), de l'atac a la seu. El copresident de l'HDP Mithat Sancar va anunciar que un aplec de quaranta participants va ser anul·lat al capdavant de l'atac. L'ala esquerra del Partit del Treball (EMEP) va exigir saber qui tenia el poder de permetre que l'agressor pogués perpetrar un atac com aquest. La diputada de l'HDP Meral Danış Beştaş va culpar de l'atac al fet que anteriors assaltants se'ls hi havia rebaixat la condemna tal com recompenses. Diversos partits d'esquerra, com el Partit de Refundació Socialista (SYKP), van culpar l'aliança de l'AKP i el Partit del Moviment Nacionalista (MHP) de l'ambient d'hostilitat en el qual es trobava l'HDP. El president turc Recep Tayyip Erdoğan, Meral Akşener del Partit Bo (IYI), Kemal Kılıçdaroğlu del Partit Republicà del Poble (CHP), i l'expolític de l'AKP i president del Partit de la Democràcia i el Progrés (DEVA) Ali Babacan, van condemnar l'atac. En sentit contrari, Devlet Bahçeli de l'MHP va demanar una investigació per saber si el Partit dels Treballadors del Kurdistan (PKK) era responsable de l'atac i va considerar la víctima com a una terrorista responsable del reclutament de militants del PKK. L'ambaixador de la Unió Europea a Turquia, Nikolaus Meyer-Landrut, va ser rebut pels copresidents de l'HDP a la seu del partit a Ankara, durant una visita va fer juntament amb polítics de l'espectre polític d'esquerra i representants sindicals.

### Social
Les revistes satíriques Leman i Uykusuz van publicar alhora una portada en record de l'atac. Diversos sindicats turcs, com ara l'Associació Mèdica Turca, van enviar els seus representants a la trobada-visita a la seu d'Ankara de l'HDP.

### Judicial
El 18 d'abril de 2022, la fiscalia en cap d'Esmirna va obrir diligències contra el pare de la víctima, Abdülilah Poyraz, per les declaracions que va fer en una entrevista a l'agència de notícies Mezopotamya després de l'assassinat. En elles, el pare va assegurar que el cas de la seva filla no era diferent del dels kurds assassinats per les forces de seguretat turques i que es tractava d'una màrtir per a tots els kurds. La primera vista judicial es va preveure pel 30 de maig de 2022 al Tribunal Penal Superior d'Esmirna. L'advocat de la família, Türkan Arslan Ağaç, va manifestar a l'agència de comunicació Bianet que les diligències contra el pare de la jove van ser a instàncies pel mateix fiscal que investigava l'assassinat de Poyraz.